# Mount Haast
Mount Haast – dziewiąty pod względem wysokości szczyt Nowej Zelandii, położony w Alpach Południowych.